# Syracusae (cràter)
Syracusae és un cràter sobre la superfície de (21) Lutècia, situat amb el sistema de coordenades planetocèntriques a 42 ° de latitud nord i 333 ° de longitud est. Fa un diàmetre de 7 km. El nom va ser fet oficial per la UAI el cinc d'abril de 2011 i fa referència a Syracusae, antiga ciutat romana de l'època de Lutècia, actualment Siracusa (Itàlia).